# Компан Олена Станіславівна
Оле́на Станісла́вівна Ко́мпан (*19 березня 1916, Єнакієве — †17 липня 1986) — українська історикиня, фахівчиня з соціально-економічних питань. Доктор історичних наук (з 1965 року). Шістдесятниця.

## Біографія
Народилася 19 березня 1916 року в місті Єнакієвому (нині Донецької області). Походила з родини поляка, техніка-залізничника Станіслава Ейсмонта, репресованого в 1937 році. Незабаром втратила й матір-росіянку.
В 1933–1934 роках навчалася в Інституті іноземних мов, потім у Польському педагогічному інституті у Києві, які були «реорганізовані» — навчальні заклади ліквідували, а чимало студентів та викладачів кинули до таборів.
Була одружена з інженером Юрієм Компаном. У 1940 році закінчила історичний факультет Київського державного університету імені Т. Г. Шевченка. Згодом родина перебралася до Чернівців, де Олена працювала науковою співробітницею у місцевому краєзнавчому музеї. Там її застала радянсько-німецька війна, на початку якої загинув її чоловік. Олена Компан евакуювалася з малолітньою дитиною, 12-річним братом та старим свекром до Узбекистану. Протягом кількох років була ланковою бригади бавовноробів в одному з кишлаків Ферганської долини. В 1944 році повернулася до Києва.
Від 1947 року працювала в Інституті історії АН УРСР (нині Інститут історії України НАН України). 1950 року захистила кандидатську дисертацію «Формування робітничого класу залізорудної та металургійної промисловості Півдня України у 80—90-х роках 19 століття». 1965 року захистила докторську дисертацію «Міста України в другій половині 19 століття».
Виступала з ревізією теоретичних питань історичного процесу. Брала участь у русі шістдесятників. Активно працювала в Українському товаристві охорони пам'яток історії та культури, де займала виразну громадську позицію.
Наказом по Інституту історії від 12 вересня 1972 року Олену Компан звільнили з роботи («за пропаганду буржуазно-націоналістичних ідей і дружні взаємини з репресованими дисидентами», як зазначено в історії Інституту). Після цього діяла заборона на її виступи в пресі.

Могила Олени Компан

Померла 17 липня 1986 року. Похована на Байковому кладовищі (дільниця № 20). На могилі встановлено спільний із другим чоловіком пам'ятник. Це прямокутна стела із сірого граніту, на якій два керамічні портрети овальної форми й напис: «Письменник Іван Сенченко. 1901–1975. Історик Олена Компан. 1916–1986».

## Праці
- «Вплив визвольної війни українського народу на розвиток антифеодального руху в Польщі» (1954).
- «Участь міського населення у визвольній війні українського народу, 1648–1654 рр.» (1954).
- «Єдність світового історичного процесу» (1966).
- «Культурна спадщина в світлі марксистсько-ленінської теорії» (1970).